# آلفرد بستر
آلفرد بستر (به انگلیسی: Alfred Bester) (زاده ۱۸ دسامبر ۱۹۱۳ - درگذشته ۳۰ سپتامبر ۱۹۸۷)، نویسندهٔ علمی تخیلی، نمایشنامه‌نویس رادیو و تلویزیون، ویراستار نشریات، نویسندهٔ کمیک استریپ و داستان‌های کمدی بود. او در تمامی زمینه‌های فوق موفق بود، با این حال بیشتر به عنوان یک نویسندهٔ علمی تخیلی و اولین برندهٔ جایزه هوگو در سال ۱۹۵۳ (برای رمان مرد ویران‌شده) شناخته شده‌است.

## زندگی‌نامه
آلفرد بستر متولد منهتن، نیویورک در ۱۸ دسامبر سال ۱۹۱۳ است. پدر او جیمز، کفاش و اولین نسل از آمریکایی‌های اصالتاً اطریشی بود.
مادر آلفرد، بِل؛ متولد روسیه بود و تا قبل از ورود به آمریکا در نوجوانی به زبان ییدیش (زبان عبری رایج میان کلیمیان روسیه و لهستان و آلمان و غیره- مخلوطی از آلمانی و عبری) صحبت می‌کرد. آلفرد دومین و آخرین فرزند و تنها پسر جیمز و بل بود. (فرزند اول ایشان، ریتا، در سال ۱۹۰۸ متولد شده بود)
با اینکه مادرش یهودی بود اما در آمریکا دانشمندی مسیحی شد؛ اما آلفرد بدون اعتقادات مذهبی رشد یافت.

## آثار
- مرد ویران‌شده (۱۹۵۳)
- ستارگان، سرانجام منند (۱۹۵۶)

## برگردان‌های فارسی
- آلفرد بستر (۱۱ خرداد ۱۳۸۸). «پیوند به ترجمه داستان کوتاه آدم بدون حوا». برگردان شیرین سادات صفوی. آکادمی فانتزی. بایگانی‌شده از اصلی در ۲۹ اکتبر ۲۰۱۲. دریافت‌شده در ۴ آذر ۱۳۹۱.